# El Ancer
Pour l’article ayant un titre homophone, voir El Anceur (homonymie).
El Ancer est une commune de la wilaya de Jijel en Algérie. La ville est située dans une région montagneuse.

## Géographie

### Localisation
Le territoire de la commune d'El Ancer se situe au nord-est de la wilaya de Jijel. El Ancer est située à environ 40 km à l'est de Jijel, 15 km au nord-ouest d'El Milia et à 90 km au nord-ouest de Constantine.

### Relief
C'est une commune entourée par des montagnes dont la végétation est très dense. Elle est traversée par l'oued El Kebir et oued Irdjana.

### Communes limitrophes
| Kheïri Oued Adjoul | Kheïri Oued Adjoul, El Milia | El Milia |
| Djemaa Beni Habibi | El Ancer                     | El Milia |
| Bouraoui Belhadef  | Ouled Yahia Khedrouche       | El Milia |

### Localités de la commune
La commune d'El Ancer est composée de quarante-neuf localités :
- Aghi
- Ahdadène
- Akamkoum
- Akhrat
- Akoui
- Amal
- Ainane
- Ayoufi
- Azziar
- Beni Oudjhane
- Beni Sidhoum
- Boulahdaïd
- Boulbalout
- Boulhaf
- Bounabel
- Bourouis
- Chaâria
- Dhar
- Djamaoune
- El Safia
- El Hadria
- El Kaada
- El Kaïtoune
- El Maharka
- Ezzaouia
- Hallouma
- Ibzichène
- Imerkoun
- Jenana
- Katita
- Laâraba
- Lerbaa
- Medeghri Belghimouz (village agricole)
- Ouled Amor
- Ouled Boukrina
- Ouled Chebana
- Ouled Echeli
- Ouled Gheni
- Ouled Kahloune
- Ouled M'Farredj
- Ouled Nasroun
- Ouled Slimane
- Ouled Zaïd
- Taghara
- Tamandjer
- Taourar
- Tayinent
- Tahar
- Tigharnan
- Timallène
- Yaouna

## Histoire
Le massacre de Beni Oudjehane est un événement tragique qui a eu lieu le 11 mai 1956.
Tableau peint avant 1900 représentant le château d'El Ancer (le deuxième bureau), et derrière on voit la montagne actuellement appelée « echouf »."